# Micrathyria ringueleti
Micrathyria ringueleti là loài chuồn chuồn trong họ Libellulidae. Loài này được Rodrigues mô tả khoa học đầu tiên năm 1988.